# Oshi no Ko
Oshi no Ko (japonès: 【推しの子】, lit. 'El meu ídol preferit' o 'Els fills de la seva ídol') és una sèrie de manga japonesa escrita per Aka Akasaka i il·lustrada per Mengo Yokoyari. Des de l'abril de 2020 s'ha publicat en sèrie al Weekly Young Jump de Shueisha, amb els seus capítols recollits en dotze volums tankōbon a partir del juliol de 2023.
Tracta sobre la vida d'un metge i el seu pacient recentment mort, els quals renéixen com a bessons d'una famosa ídol del pop japonès i viuen els alts i baixos de la indústria de l'entreteniment nipona mentre creixen junts al llarg de les seves vides.
Una adaptació d'una sèrie de televisió d'anime, produïda per Doga Kobo, va emetre la seva primera temporada d'11 episodis d'abril a juny de 2023. S'ha anunciat una segona temporada. A Amèrica del Nord, Sentai Filmworks ha autoritzat la sèrie amb un doblatge en anglès, que es va estrenar a Hidive el maig del 2023.
A l'octubre de 2023, el manga tenia més de 14 milions de còpies en circulació.

## Argument
L'obstetra-ginecòleg Gorou Amamiya té l'encàrrec d'ajudar a sortir els fills d'Ai Hoshino, un famós ídol del pop a qui admira, sense que el públic en general ho sàpiga. No obstant això, la nit del part d'Ai, Gorou és assassinat per un fan obsessiu d'Ai, i es reencarna com Aquamarine "Aqua" Hoshino, el fill d'Ai, conservant els seus records de la seva vida anterior. Sense saber-ho, el bessó fratern d'Aqua, Ruby Hoshino, és la reencarnació de Sarina Tendōji, una de les pacients d'en Gorou que era fan de l'Ai. Quatre anys més tard, Ai és assassinat pel mateix fan que havia matat a Gorou. El fan se suïcida més tard, però Aqua dedueix que l'assassí podria haver tingut com a còmplice el seu pare i el de Ruby i decideix infiltrar-se a la indústria de l'entreteniment per trobar-lo i matar-lo.
Dotze anys després, Aqua i Ruby s'han convertit en estudiants de secundària i han estat adoptats per Ichigo i Miyako Saito, els propietaris de l'agència de talent d'Ai, Strawberry Productions. Ruby somia amb convertir-se en una cantant ídol ella mateixa i es contracta a l'agència de la seva família. Forma un grup d'ídols amb l'actriu Kana Arima i el YouTuber Mem-cho anomenat "B-Komachi" després de l'antic grup d'Ai, mentre que Aqua torna a actuar. Tant l'Aqua com la Ruby comencen a construir les seves carreres en l'entreteniment, amb Aqua utilitzant la seva nova amistat amb l'actriu Akane Kurokawa com a mitjà per localitzar el seu pare.
Durant una producció escènica, l'Aqua descobreix que comparteix el mateix pare amb la seva coprotagonista, Taiki Himekawa, i que s'havia suïcidat abans de l'assassinat d'Ai. No obstant això, Aqua s'assabenta a través d'Akane que el seu pare pot ser l'actor Hikaru Kamiki, que encara viu. Al mateix temps, durant un tiroteig per al vídeo musical de B-Komachi, Ruby troba el cadàver de Gorou i s'assabenta del culpable dels assassinats d'Ai i d'ell. Tots dos incidents alimenten els rancors d'Aqua i Ruby respectivament i els motiven a trobar el seu pare. Tanmateix, a mesura que tots dos es tornen cada cop més manipuladors, l'Aqua i la Ruby es troben en desacord durant els seus intents d'arribar al seu pare, i finalment perden la confiança l'un en l'altre després que Aqua filtra la seva connexió amb Ai als mitjans de comunicació.
Amb l'ajuda de Gotanda, Aqua crea un guió per a una pel·lícula autobiogràfica basada en Ai, titulada 15 Years of Lies, amb l'esperança de cridar l'atenció d'Hikaru. Ruby aconsegueix el paper protagonista de manera agressiva i amb èxit. També es veu obligada a enfrontar-se al seu passat quan la seva mare de la seva vida anterior acaba sent una de les patrocinadores de la pel·lícula, però això fa que ella i Aqua s'adonin de la veritable encarnació de l'altre.

## Personatges

### Personatges principals
Ai Hoshino (星野 アイ, Hoshino Ai)
Una ídol de pop popular i carismàtica. Ai vivia al camp sense el seu pare, desaparegut de naixement, ni la seva mare, que va ser detinguda. Va créixer en un orfenat i als 12 anys, el president de Strawberry Productions, Ichigo Saitou, la va venir a buscar per convertir-la en un ídol. Ai no creia que pogués convertir-se en un ídol perquè no coneixia l'amor. Ichigo explica que pot mentir i fingir mostrar amor als seus fans. Finalment es converteix en la cara del grup d'ídols B-Komachi. Als 16 anys, Ai va quedar embarassada de bessons. Va decidir mantenir-los, ocultant-ho al món per tal de gaudir d'una família i deixant de banda les seves activitats d'ídol. Després del naixement dels bessons, l'Aquamarine i la Ruby, Ai retornà a les seves activitats d'ídol. Als 20 anys, fou assassinada per un fan obsessiu. En els darrers moments de la seva vida, s'adona que realment estimava els seus fills i desitjava ser una part més gran de la vida d'Aqua i Ruby, i finalment poder sentir com era estimar de veritat. La seva mort es va convertir en un fet crucial pel seu fill, Aqua, que només va seguir la seva carrera com a actor com a mitjà per poder-se venjar un dia. El nom d'Ai en ordre japonès es pot traduir com "ull estrellat", en referència a les estrelles de sis puntes en els ulls d'ella i dels seus fills.
Aquamarine Hoshino (星野 愛久愛海, Hoshino Akuamarin) / Aqua (アクア, Akua)
Originalment un ginecòleg a mitjans dels seus trenta anys anomenat Gorou Amamiya (雨宮 吾郎, Amamiya Gorō), era un gran admirador d'Ai Hoshino i també responsable del part dels nadons d'Ai. Va conèixer la seva mort després que l'assetjador d'Ai el matés, fent que es reencarnés com el fill de la mateixa Ai. Quan la seva mare és assassinada, jura descobrir la veritat darrere de l'assassinat. Creu que el seu pare deu estar involucrat a la indústria de l'entreteniment i sospita que pot estar al darrere de l'assassinat d'Ai, la qual cosa el porta a seguir una carrera d'actor amb la finalitat de descobrir-lo i matar-lo per tal de venjar la mort de seva mare.

Ruby Hoshino (星野 瑠美衣, Hoshino Rubii)
Originalment una pacient en fase terminal anomenada Sarina Tendōji (天童寺 さりな, Tendōji Sarina) sota la cura de Gorou, reneix reencarnada en la filla d'Ai Hoshino, juntament amb Aquamarine, el seu germà bessó. Abans de la seva reencarnació, Sarina s'obsessionava amb els ídols i somiava amb esdevenir-ne un. Anys després de la seva reencarnació, Ai és assassinada i Ruby comença a entrenar-se amb l'objectiu d'esdevenir una ídol, tal com ho havia estat la seva mare. No obstant això, encara no és molt bona per cantar. Als 14 anys, participa en una audició per convertir-se en ídol, però és rebutjada a través d'una trucada telefònica falsa feta per Aqua, que no vo que Ruby segueixi els passos d'Ai. Miyako, per altra banda, ofereix a Ruby l'oportunitat de formar el seu propi grup d'ídols sota el segell Strawberry Productions. El grup d'ídols, anomenat B-Komachi en honor a l'antic grup d'Ai, estarà format per ella, Kana Arima i Mem-cho.

Kana Arima (有馬 かな, Arima Kana)
Kana fou considerada una actriu prodigi de nenai coneguda com "una genial actriu infantil capaç de plorar en deu segons". Kana va conèixer a Aqua en ple rodatge d'una pel·lícula en la qual hi mancava un actor extra. Aqua, a petició del director Gotanda, va acceptar el paper d'extra.
D'adolescent, el seu nombre de papers va anar disminuint perquè sempre robava el protagonisme als seus companys. Per tal de sobreviure en la indústria de la interpretació, no va tenir més remei que posar fre al seu talent interpretatiu per ta de no ofuscar a la resta.
Kana visita la mateixa escola secundària que l'Aqua i la Ruby, començant a desenvolupar sentiments per Aqua. En plena lluita per fer-se un forat en la indústria de la interpretació, l'Aqua i la Ruby convencen a Kana perquè s'uneixi al grup d'ídols de la Ruby, B-Komachi. Kana accepta l'oferta i es converteix en el centre del grup. Passats dos anys com a membre de B-Komachi, Kana abandona el grup per tal de reimpulsar la seva carrera d'actriu.

Akane Kurokawa (黒川 あかね, Kurokawa Akane)
L'Akane és una actriu teatral que s'inscriu al reality show de cites per a adolescents My Love with a Star Begins Now (LoveNow), on coneix l'Aqua. Durant l'espectacle, Akane juga un paper exagerat i passat de rosca per tal de fer-se notar i promocionar, així, la seva companyia teatral. En un dels episodis, fereix accidentalment a Yuki Sumi, un company del repartiment. Aleshores els espectadors comencen a atacar-la i insultar-la a les xarxes socials, amenaçant-la de mort. Assetjada pels fans, Akane comet un intent de suïcidi, el qual és fustrat per Aqua, que aconsegueix fer-la calmar.
Cap al final del reality show, la seva imatge millora a causa dels esforços de la resta del repartiment. En l'últim episodi, Aqua li fa un petó. La parella decideix mantenir-se junts després de l'espectacle per mantenir les aparences, i més tard Akane s'enamora genuïnament d'Aqua. El seu enfocament a l'actuació escènica fa que investigui els personatges que interpreta i dedueix molt sobre les seves motivacions i característiques. Diversos mesos després de la seva relació, descobreix els plans d'Aqua per venjar la seva mare i promet donar-li suport en tot el que pugui. Tanmateix, l'Aqua trenca amb ella poc després per la seva pròpia seguretat. Quan l'Aqua entra a la fase final del seu pla de venjança contra el seu pare a través de la pel·lícula biogràfica d'Ai, ella promet que impedirà que ensopegui amb la foscor de la seva personalitat de manera permanent.

## Desenvolupament

### Trama
Aka Akasaka es va plantejar escriure una història sobre la reencarnació com a fill d'una ídol, una broma coneguda al Japó que s'utilitza sovint quan es revela la notícia del casament d'una ídol. Més tard va començar a escoltar queixes sobre la indústria de l'entreteniment a través de streamers i a treballar en l'adaptació cinematogràfica en live-action de Kaguya-sama: Love Is War, el seu manga anterior. Va decidir que era el moment adequat per crear una història sobre la indústria de l'entreteniment i va utilitzar la seva idea anterior. Quan va començar a escriure, Akasaka ja s'havia decidit sobre les trames dels primers i últims actes. El manga sobre la indústria de l'entreteniment se centra normalment en les formes tradicionals d'entreteniment, com ara pel·lícules, drames i obres de teatre. Tanmateix, la indústria va experimentar un canvi significatiu amb l'auge d'Internet. Per tant, Akasaka va decidir incloure temes més contemporanis al manga.
Akasaka va fer una investigació exhaustiva sobre la indústria de l'entreteniment japonesa mentre escrivia Oshi no Ko, parlant amb tot tipus de professionals del sector, des d'ídols fins a YouTubers. En una entrevista a Anime News Network, va destacar les moltes diferències entre la indústria al Japó i els Estats Units, com ara la manca de sindicats. Es va inspirar per retratar el món dels ídols des d'una mirada crítica i fosca després de fer-se amic d'un animador que havia estat atacat per un fan. Malgrat que l'animador es feia el "dur" de cares a l'aparador, li van confessar en la intimitat que l'incident l'havia deixat emocionalment molt tocat. Akasaka va adonar-se, així, que els animadors amagaven els seus veritables sentiments pel bé de la seva carrera professional i els seus fans. Akasaka va dir: "Vull que la gent sàpiga com els joves talents estan sent ferits, explotats i patint. Crec que aquest treball també planteja la pregunta de com la gent hauria de tractar i tractar aquests talents".
Moltes de les històries d'Oshi no Ko es basen en fets de la vida real. Akasaka va afirmar que considerava que el seu estil d'escriptura fonamental era el d'Oshi no Ko i que la comèdia a Kaguya-sama s'havia originat com una petició del departament editorial. Tanmateix, va incloure un humor similar a Oshi no Ko per facilitar-ne la lectura. Quan escrivia, Akasaka de vegades es va aficionar a certs personatges i els va donar papers més importants a la trama, com en el cas de Mem-cho.

### Art
Quan a Akasaka se li va ocórrer el concepte d'Oshi no Ko, immediatament es va posar en contacte amb l'artista Mengo Yokoyari, ja que Yokoyari havia tractat amb la indústria de l'entreteniment en el seu one-shot Kawaii. Ambdós feia temps que es coneixien però no havien treballat mai junts. A l'hora de dissenyar els personatges, Akasaka sol enviar un esbós aproximat a la persona encarregada dels storyboards. De vegades permetia que Yokoyari dibuixés els dissenys com ella volgués. L'única vegada que van canviar el disseny d'un personatge va ser quan un dels personatges s'assemblava massa a la persona de la vida real a la qual van modelar.

## Media

### Manga
Oshi no Ko, escrit per Aka Akasaka i il·lustrat per Mengo Yokoyari, va començar a publicar-se a la revista de manga seinen Weekly Young Jump (Shueisha), a partir del 23 d'abril de 2020. Shueisha ha recopilat els seus capítols en volums individuals en format tankōbon. El primer volum es va publicar el 17 de juliol de 2020. A partir del 19 de juliol de 2023, se n'han publicat dotze volums.
A l'octubre de 2023, el manga comptava amb més de 14 milions de còpies en circulació.